# Micromisumenops
Micromisumenops es un género de arañas cangrejo de la familia Thomisidae. Contiene una sola especie, Micromisumenops xiushanensis. La especie fue descrita por Song & Chai en 1990.
Aparece registrado en una sección de la publicación Notes of some species of the family Thomisidae (Arachnida: Araneae) from Wuling Shan area. In: Zhao, E. M (ed.) from Water onto Land. C.S.S.A.R., Beijing, pp. 364-374 de 1990.

## Distribución
Se distribuye por Asia, en China.